# New Jeans (노래)
New Jeans는 대한민국 걸 그룹 NewJeans의 두 번째 익스텐디드 플레이 Get Up에 수록된 곡이다. 하이브의 독립 계열사인 어도어에서 2023년 7월 7일 Super Shy의 B면으로 음원 다운로드와 스트리밍을 위해 공개했다.
프랭키 스코카와 박진수가 "New Jeans"를 제작했으며, 에리카 데 카세이아, Fine Glindvad Jensen, Gigi가 작사했고 NewJeans 멤버 강해린도 작사에 참여했다. 이 곡은 UK 개러지, 저지 클럽, 정글, 드럼 앤 베이스와 같은 일렉트릭 댄스 음악에 영향을 받은 요소들을 리듬과 악기 구성에 도입했다. 가사는 NewJeans 멤버들이 자신들에 대한 관심을 인지하는 것에 대한 내용이며, 아웃캐스트의 2001년 싱글 "So Fresh, So Clean"의 일부 가사를 차용했다. 음악 평론가들은 곡의 프로덕션을 칭찬하며 EP의 미션 선언문이라고 평가했다.
이영음이 감독한 "New Jeans"의 뮤직 비디오는 파워퍼프걸 25주년을 기념한 콜라버레이션 덕분에 NewJeans 멤버들이 파워퍼프걸과 유사한 애니메이션 캐릭터로 변신하는 모습을 담고 있다. NewJeans는 "New Jeans"를 뮤직뱅크와 SBS 인기가요 두 음악 방송에서 선보였다. "New Jeans"는 써클 디지털 차트에서 8위, 빌보드 글로벌 200에서 32위를 기록했으며, 빌보드의 히츠오브월드 홍콩, 말레이시아, 대만, 베트남 차트에서 15위 안에 들었다. 또한 호주, 캐나다, 일본 차트에도 진입했으며, 영국 영국 인디펜던트 차트와 미국 빌보드 버블링 언더 핫 100에도 올랐다.

## 발매 및 구성
2023년 1월 첫 싱글 앨범 OMG 발매 후, 어도어의 민희진 CEO는 씨네21과의 인터뷰에서 NewJeans가 새 앨범을 준비 중이라고 처음 밝혔다. 2023년 4월, 민희진은 빌보드와의 인터뷰에서 그룹이 4월 초에 녹음을 마쳤다고 밝혔다. 한국 언론은 앨범이 2023년 7월에 발매될 예정이며, 7월 7일에 B-side 곡 중 하나가 선공개될 것이라고 보도했다. 2023년 6월, 어도어는 NewJeans가 두 번째 익스텐디드 플레이 Get Up을 발매할 것이며, 첫 리드 싱글 "Super Shy"와 B-side 곡 중 하나인 "New Jeans"가 2023년 7월 7일 YG플러스를 통해 발매될 것이라고 발표했다.
"New Jeans"는 에리카 데 카세이아, Fine Glindvad Jensen, 박진수와 Frankie Scoca가 작곡했다. UK 개러지와 저지 클럽에서 영감을 받은 이 타악기 기반의 곡은 정글 및 드럼 앤 베이스 리듬을 기반으로 하며 "나풀거리는" 하프를 포함한다. 이 곡은 더듬거리는 보컬 찹과 "건너뛰는" 프로덕션을 특징으로 한다. 가사는 에리카 데 카세이아, Fine Glindvad Jensen, Gigi, 그리고 그룹 멤버 해린이 썼다. "New Jeans"는 그룹이 자신만의 길을 개척하고 새로운 음악을 시도하려는 열망을 표현하며, 가사에서 미국 듀오 아웃캐스트의 "So Fresh, So Clean" (2001)을 언급하기도 한다.

## 반응
"New Jeans"는 2023년 7월 16~22일자 써클 디지털 차트에서 12위를 기록했다. 미국에서는 2023년 7월 22일자 차트에서 월드 디지털 송 세일즈 차트 5위, 빌보드 버블링 언더 핫 100 차트 16위로 데뷔했다. 이 곡은 또한 캐나다 (82위)와 호주 (98위) 차트에도 진입했다. "New Jeans"는 2023년 7월 20일자 빌보드 글로벌 200 차트에서 32위로 데뷔했다.
NME의 리안 데일리는 EP에 대한 별 다섯 개 리뷰에서 이 곡을 "미묘한 미션 선언문, 즉 그들만의 길을 계속 개척하겠다는 맹세"라고 평했다. 빌보드의 스타 보웬뱅크는 "New Jeans"를 "시원하고 편안한" 곡이라고 말했으며, 틴 보그의 사라 델가도는 이 곡을 "단순하면서도 중독성 있는 훅과 데모 같은 레이어를 최대화처럼 느끼게 하는 완벽한 믹싱을 가진 준-징글 곡"이라고 묘사했다.

## 뮤직 비디오 및 라이브 공연

NewJeans는 뮤직 비디오를 위해 파워퍼프걸과 협업했다.

"New Jeans"의 뮤직 비디오는 곡이 공개되기 몇 시간 전에 공개되었다. 이 뮤직 비디오는 이영음이 감독했으며, 미국 프랜차이즈인 파워퍼프걸의 25주년을 기념하기 위한 콜라버레이션으로 제작되었다. 비디오는 NewJeans 멤버들이 어떤 초능력을 가지고 싶은지 이야기하는 것으로 시작하며, 갑자기 파워퍼프걸처럼 디자인된 애니메이션 캐릭터로 변신하여 2D 애니메이션부터 비디오 게임 스타일의 "픽셀화된" 애니메이션, 3D 애니메이션에 이르는 다양한 애니메이션 기법으로 그려진다. 위버스 매거진의 칼럼니스트 백설희는 파워퍼프걸과의 협업이 그룹의 Y2K 패션 스타일과 "자연스러운" 10대 소녀 감각과 일치한다고 칭찬했다.
NewJeans는 2023년 7월 14일 뮤직뱅크에서 "Super Shy"와 함께 이 곡을 처음 공연했다. 그룹은 또한 2023년 7월 16일 SBS 인기가요에서도 두 곡을 모두 공연했다.

## 크레딧 및 참여 인원
크레딧은 EP의 가사집에서 가져왔다.
장소
- 녹음, 엔지니어링 및 편집: 하이브 스튜디오
- 마스터링: Becker Mastering, 패서디나, 캘리포니아

참여 인원
- 박진수 – 작곡, 기악, 프로그래밍
- Frankie Scoca – 작곡, 기악, 프로그래밍
- 에리카 데 카세이아 – 작곡, 작사
- Fine Glindvad Jensen – 작곡, 작사
- Gigi – 작사
- 강해린 – 작사
- 민희진 – 보컬 디렉팅
- 장정우 – 보컬 디렉팅
- NewJeans – 배경 보컬
- 이평욱 – 엔지니어링, 보컬 편집
- 왕박영 – 엔지니어링
- 필 탄 – 믹싱
- 빌 짐머만 – 추가 엔지니어링
- Dale Becker – 마스터링

## 차트
| 차트 (2023)                         | 최고 순위 |
| ----------------------------------- | --------- |
| 호주 (ARIA)                         | 98        |
| 82                                  |           |
| 32                                  |           |
| 홍콩 (빌보드)                       | 10        |
| 64                                  |           |
| 일본 스트리밍 (오리콘)              | 24        |
| 말레이시아 (빌보드)                 | 13        |
| 말레이시아 인터내셔널 (RIM)         | 9         |
| 뉴질랜드 핫 싱글 (RMNZ)             | 6         |
| 싱가포르 (RIAS)                     | 6         |
| 대한민국 (써클)                     | 8         |
| 대만 (빌보드)                       | 9         |
| 50                                  |           |
| 5                                   |           |
| 미국 월드 디지털 송 세일즈 (빌보드) | 5         |
| 베트남 (베트남 핫 100)              | 14        |

| 차트 (2023)     | 순위 |
| --------------- | ---- |
| 대한민국 (써클) | 9    |

| 차트 (2023)     | 순위 |
| --------------- | ---- |
| 대한민국 (써클) | 74   |

| 차트 (2024)     | 순위 |
| --------------- | ---- |
| 대한민국 (써클) | 142  |

## 인증
| 국가                        | 인증     | 판매량/출하량 |
| 스트리밍                    | 스트리밍 | 스트리밍      |
| --------------------------- | -------- | ------------- |
| 일본 (RIAJ)                 | 골드     | 50,000,000    |
| 스트리밍을 기반으로 한 인증 |          |               |